# East Gwillimbury
East Gwillimbury  è una città situata nella provincia dell'Ontario, in Canada. Si trova a circa 25 km di distanza dalla città di Toronto in direzione nord. La città è stata fondata nel 1801 da Timothy Rogers.

## Popolazione
Secondo il censimento del 2011, East Gwillimbury contava 22 473 abitanti.

## Storia
La città è stata fondata nel 1801 da Timothy Rogers.